# Королёв, Владимир Романович
Владимир Романович Королёв — белорусский политик и дипломат.

## Биография
29 августа 2000 года назначен Чрезвычайным и Полномочным Послом Республики Беларусь в Швейцарской Конфедерации, 18 февраля 2002 года также был послом при Святом Престоле по совместительству. Занимал эти должности по 3 января 2008 года.